# Kirketjener
En kirketjener er ansat i en kirke til at tage sig af regøring og vedligehold af kirken og området omkring den. Kirketjenere er gerne ansat i bykirker, da det i landsbykirker typisk er graveren, der tager sig af disse opgaver.

## Uddannelse
Det kræver ingen specielle forudsætninger at blive kirketjener, men der er en obligatorisk arbejdsmarkeduddannelse for kirketjenere, som tages i 5 moduler i løbet af de første 2 år af ansættelsen. Modulerne afvikles som internatkurser på AMU-Fyn, der også tilbyder efteruddannelseskurser for kirketjenere.

## Arbejdsområde
Kirketjeneren skal sørge for alt det praktiske ved driften af en kirke, såsom rengøring, vedligehold af installationer, åbning og lukning af kirken, klokkeringning, arrangering af blomster og kranse ved begravelser, ophængning af salmenumre, pudsning af kirkesølvet, sørge for indkøb og evt. opdækning til sognets arrangementer i kirken, sognegården eller andre steder osv.

## Eksterne kilder og henvisninger
- Danmarks Kirketjenerforening Arkiveret 10. februar 2020 hos  Wayback Machine
- Kirkeministeriets uddannelseskatalog Arkiveret 3. januar 2008 hos  Wayback Machine
- Undervisningsmisnisteriets uddannelsesguide Arkiveret 12. oktober 2007 hos  Wayback Machine